# اقتصاد مقاوم
الاقتصاد المقاوم هو طريقة للتعامل مع العقوبات ضد بلد أو منطقة في الحالات التي لا يسمح لها الواردات والصادرات.
هي إحدى النظريات الجديدة التي طرحها مرشد الثورة الإيرانية علي خامنئي كحل من الحلول الناجعة للمشاكل الاقتصادية العويصة التي يتخبط فيها اقتصاد الجمهورية الإسلامية الإيرانية.
إنّ سياسة ألاقتصاد المقاوم، سياسة مستنبطة من ثقافة الإسلاميّة والعلميّة، وهي تدابير طويلة الأمد لاقتصاد البلاد، إذ تُحقق أهداف النظام الإسلامي في مجال المسائل الاقتصادية، وتَحُول دون تدهور الاقتصاد في مواجهة الصدمات المختلفة.
النقطة الجديرة بالاهتمام هي أن هذا النمط الاقتصادي يختلف عن التقشف.

## التاريخ
وقد استخدم هذا المصطلح لأول مرة في عام 2005 فيما يتعلق قطاع غزة.
في قطاع غزة
في سبتمبر 2007 فرضت إسرائيل حصارا على قطاع غزة، ركزت على أسلحة ومواد البناء التي يمكن استخدامها لأغراض إرهابية. وأيضا الحصار محدودة الواردات والصادرات الزراعية عبر إسرائيل. كانت الواردات والصادرات عبر مصر.
في إيران
يمكن اعتبار هذه النظرية أنموذجاً محلياً وعملياً يستحضر التغييرات الإقليمية المحيطة ب إيران، ويستشرف المستقبل برؤى بعيدة المدى، ويتمتع بمرونة تجعله قادراً على التكيّف مع الظروف والأحوال المختلفة والمتغيّرة، أو بعبارة أخرى، هي نظرية «الاقتصاد المتكيّف»، خصوصيتها البارزة هي أنها تنبني على التوافق في تحديد ماهيتها وتعيين لزوميتها على مستوى النخب الحاكمة. هكذا يحدد الإيرانيون معالم نظرية «الاقتصاد المقاوم». فهي، بحسبهم، نموذج محلي وعلمي يصدر عن ثقافة الثورة والإسلام (الإيراني). وتتلاءم مع وضعية إيران حالياً ومستقبلاً...وهي ليست حبيسة الأفق الزمني الضيق، فهي تدبيرٌ بعيد المدى لاقتصادٍ إيراني قوي وحيوي في الآن نفسه. يوضّح علي خامنئي هذا التحديد قائلا: «إننا لا نضع هذه السياسات في إطار مغلق وجامد ومتحجّر، بل هي قابلة للتكميل، ولها قابلية التطابق والتأقلم مع الظروف المختلفة التي قد تطرأ في أي وقت وحين». ويضيف مرشد الجمهورية الإسلامية في إيران: «فعمليّاً، تجعل من الاقتصاد الإيراني اقتصاداً مرناً، أي أنها تقوّي مناعة اقتصاد البلاد في مقابل الضربات والرجّات المختلفة. هذا النموذج أُعدّ بفضل جهود وتعاون شخصيات نافذة البصيرة، وبالتنسيق مع مجلس تشخيص مصلحة النظام، وبحضور رؤساء السلط الثلاثة والمسؤولين الكبار. وفي واقع الأمر، يعتبر التوافق إحدى حسنات هذا النموذج».

### تسمية السنة الإيرانية الجديدة
وفي رسالة تهنئة الشعب الإيراني بعيد النوروز وبداية السنة الإيرانية الجديدة التي بدأت الیوم الأحد 20 اذار/مارس 2016، أطلق علي خامنئي على العام الإيراني الجديد اسم عام الاقتصاد المقاوم، مبادرة وعمل.

### سياسات الاقتصاد المقادم
الاقتصاد المقاوم هو مفهوم أعلن في الأصل من قبل المرشد الأعلى للثورة الإسلامية في خطابه في أغسطس 2012 لتعزيز الاعتماد على الذات اقتصاديا، وهي الاستراتيجية التي من شأنها أن تحبط الجهود التي تقودها الولايات المتحدة ضد إيران عبر العقوبات الاقتصادية والتجارية.
واضاف آية الله علي خامنئي أن «الاقتصاد المقاوم هو نمط ملهم من النظام الاقتصادي الإسلامي وفرصة جيدة لخلق الملحمة الاقتصادية».
ويشير قائد الثورة الإسلامية إلى الشكوك التي يطرحها بعض الأفراد حول الاقتصاد المقاوم وأضاف، إن الاقتصاد المقاوم وعلى النقيض من هذه الشكوك سيؤدي إلى رفاهية وتحسين معيشة عامة الشعب وخاصة الطبقات الضعيفة منها.
واستعرض قائد الثورة الإسلامية العناصر العشرة المكونة لخطة الاقتصاد المقاوم خلال استقباله حشدا من مسئولي الأجهزة التنفيذية والتشريعية والقضائية وكذلك مسئولي مختلف المراكز والمؤسسات الدينية والرقابية والاقتصادية والعلمية والإعلامية في البلاد، فهي کالتالي:
1. العنصر الأول هو إيجاد التحرك والحيوية في اقتصاد البلاد وتحسين المؤشرات الاقتصادية العامة وأضاف، انه ومع تنفيذ الخطوط العريضة للاقتصاد المقاوم مثل النمو الاقتصادي والإنتاج الوطني والعدالة الاجتماعية وتوفير فرص العمل، سينخفض التضخم وتتحسن الرفاهية العامة ويتحقق الازدهار الاقتصادي.
2. العنصر الثاني هو قدرة المقاومة أمام العوامل التي يمكن أن تشكل تهديدا. وقال: إن هذه الطاقات تشمل الطاقات العلمية والبشرية والطبيعية والمالية والجغرافية والمناخية الواسعة والتي ينبغي الاعتماد عليها لتنفيذ هذه السياسات.
3. العنصر الثالث هو الاعتماد على الطاقات الداخلية وأضاف أن الاعتماد على الطاقات الداخلية لا يعني تجاهل إمكانيات الدول الأخرى بل إن النظام الإسلامي وإلى جانب اعتماده على طاقاته الداخلية يستفيد أيضا إلى أقصى حد من إمكانيات سائر الدول.
4. العنصر الرابع هو النهج الجهادي لخطة الاقتصاد المقاوم وأضاف، إن تنفيذ هذه السياسات ليس ممكنا بحركة عادية وأحيانا ناعسة ومن دون حساسية، بل هو بحاجة إلى تخطيط ونهضة علمية وعزيمة وإدارة جهادية.
5. العنصر الخامس هو الاعتماد على الشعب محورا وأضاف، انه بناء على المعارف الإسلامية والدينية وكذلك على أساس خبرات الأعوام إل 35 الأخيرة، فقد شملت الرعاية الإلهية الأمور وتقدمت الإعمال إلى الإمام في أي ساحة دخل الشعب فيها.
6. العنصر السادس للاقتصاد المقاوم هو توفير أمن السلع الإستراتيجية خاصة الأغذية والأدوية وتحقيق الاكتفاء الذاتي فيها.
7. العنصر السابع، هو خفض الاعتماد على عائدات النفط.
8. العنصر الثامن للخطة هو تعديل نمط الاستهلاك، مؤكدا على المسئولين تجنب الإسراف والتبذير بصورة جدية في نطاق مهمات عملهم ومن ثم على صعيد حياتهم الشخصية وأوضح بان التزام المسئولين بعدم الإسراف سيؤدي إلى ترويج هذه الروح في المجتمع وأضاف، إن القصد من تعديل نمط الاستهلاك ليس الصرامة والتقشف بل الاستهلاك بناء على النموذج عقلاني وحكيم وصحيح وإسلامي.
9. العنصر التاسع للخطة هو مكافحة الفساد وقال، إن الضرورة للأنشطة الاقتصادية السليمة هو الأمن الاقتصادي الذي يحتاج بدوره إلى التصدي للمفسدين الاقتصاديين والأشخاص الذين يلتفون على القانون.
10. العنصر العاشر والأخير هو محور العلم، وأکد بان ظروف البلاد اليوم من حيث التقدم العلمي هي بحيث يمكننا من خلالها إن نجعل الوصول إلى الاقتصاد المرتكز على العلم والمعرفة ضمن أهدافنا، وأضاف، إن الاقتصاد المرتكز على العلم يعتبر من أهم البني التحتية الاقتصادية لأي بلد ولو جرى الاهتمام بهذا الموضوع جديا فان عجلة العلم حتى الثروة ستكتمل بالتأكيد.[7]

## الوصلات خارجية
مجلة دولية لاقتصاد المقاوم[وصلة مكسورة]
بيان الخامنئي عن الاقتصاد المقاوم